# Cybrydy
Cybrydy, mieszańce cytoplazmatyczne – komórki uzyskiwane metodami biotechnologicznymi w wyniku fuzji protoplastów. Cybrydy dysponują jądrem komórkowym jednego komponentu i cytoplazmą drugiego. W niektórych przypadkach mogą zawierać cytoplazmę mieszańcową, w której obecne są mitochondria jednego komponentu i plastydy drugiego. Fuzji protoplastów dokonuje się w celu przeniesienia cech pomiędzy dwoma organizmami, gdy rośliny macierzyste nie są zdolne do reprodukcji generatywnej. Przenoszoną cechą może być odporność na choroby, stres, herbicyd.

## Uzyskiwanie
Mieszańce cytoplazmatyczne są efektem fuzji asymetrycznej. Protoplasty jednego z komponentów traktuje się jodoacetamidem, co prowadzi do zniszczenia cytoplazmy bez naruszenia jądra komórkowego. Protoplasty drugiego komponentu poddaje się działaniu promieniowania X lub UV. Pod wpływem promieniowania dochodzi do uszkodzenia DNA zawartego w jądrze komórkowym. Fuzję protoplastów przeprowadza się aby przenieść cechy jednego organizmu na drugi. Do zlania protoplastów dochodzi w roztworze 10-50% glikolu polietylenowego. Możliwe jest też przeprowadzenie elektrofuzji, polegającej na umieszczeniu protoplastów pomiędzy elektrodami. Fuzję wywołuje się krótkim przepływem prądu o częstotliwości 0,5-4 MHz i natężenie pola 50-1000 V cm-2